# Nguesseck-Ngai
Nguesseck-Ngai est un village de la commune de Mbe situé dans la région de l'Adamaoua et le département de la Vina au Cameroun.

## Population
En 2014, Nguesseck-Ngai comptait 494 habitants dont 172 hommes et 122 femmes. En terme d'enfants, le village comptait 53 nourrissons (0-35 mois), 83 nourrissons (0-59 mois), 31 enfants (4-5 ans), 116 enfants (6-14 ans), 91 adolescents (12-19 ans), 171 jeunes (15-34 ans).

## Ressources naturelles
Un forage fonctionnel pour accéder à l'eau est présent au sein du village.

## Éducation
148 élèves dont 52 filles et 96 garçons vont à l'école de Nguesseck-Ngai. Quatre enseignants dont deux maîtres parents et un fonctionnaire donnent les cours aux enfants.